# 高松燈
高松燈（日语：／ Takamatsu Tomori ?）是日本跨媒體企劃《BanG Dream!》的虛構角色，擔任2.5次元女子搖滾樂隊MyGO!!!!!的主唱，由羊宮妃那飾演與配音。在企劃系列作品中，高松燈是羽丘女子學園的高一學生。她極其內向而敏感，常常通過寫歌詞來表達孤獨感。燈自幼因與環境格格不入累積心理創傷，經歷CRYCHIC樂團解散後一蹶不振，後在千早愛音的幫助下組建了名為MyGO!!!!!的樂團，達成了「一輩子組樂團」的心願。
在動畫《BanG Dream! It's MyGO!!!!!》中，高松燈被塑造為「龐克樂隊的主唱」。扮演者羊宮妃那认为，燈對事物有強烈執着，其魅力在於其能理解痛苦。飾演角色時，她还感受到了燈的成長。動畫在部分篇章採用了第一人稱視角，展現角色內心的矛盾與成長過程。
高松燈的角色設計和劇情塑造獲正面評價。評論員稱高松燈是動畫的核心人物，认为她是自閉症患者，性格真誠且坦率，與另一角色千早愛音的互動極具張力；同時称赞燈在劇情中的表現方式充滿感染力，體現出深刻情感，表演亦頗具魅力。高松燈的台詞「一輩子」成為網路迷因。在臺灣桃園市Xpark水族館中還有以其命名的企鵝。

## 創作與設計
TV動畫《BanG Dream! It's MyGO!!!!!》的導演柿本廣大在訪談中提到，高松燈是「龐克樂隊的主唱」。她在日常生活中拙於與人相處，這種笨拙正是交流失靈的具象化表現。燈能洞察事物的深層本質，她的言談往往超出常人的理解，這使得她很難與人順暢交流，因此顯得不擅長溝通。高松燈的扮演者及聲優羊宮妃那认为，燈的魅力在於其能理解痛苦，並懷有想要與樂隊中其他人並肩前行的堅強意志。燈初看似乎是一個內向的人；然而，她也意外地容易感到沮喪，也會表現出固執的一面。當長崎爽世提到CRYCHIC解散時說「誰都沒有錯」後，燈回應「……如果誰都沒有錯的話……為什麼要解散？」然後逃開。她對自己所堅持的事物有著強烈的執着，這些情感和吶喊都體現在她的歌詞中，這也是燈最大的魅力。
柿本廣大透露，他在試音階段聽過羊宮妃那的表現後，便決定由她聲演角色:57。羊宮妃那将燈视为容易消沉、生悶氣，且對事物有強烈執着的孩子，因此在錄音時特別注重表現出一些悶悶不樂和毛躁的情緒，以傳達出希望被人關心的感覺。她還提到，在TV動畫第9集中，當千早愛音說出「這裡不需要我吧」時，錄音室的氣氛變得凝重，燈發出「愛音……」這樣不成句的聲音，試圖與愛音溝通，表現出「失去某人的恐懼」，這讓她在配音時也感到非常痛苦。羊宮妃那還指出，燈是TV動畫劇本中「……」最多的角色，這代表燈對接收到的信息不知如何回應。為了讓不同的「……」符合燈的內心情感，羊宮稱她通常先憑感覺演繹一遍，再根據監督的建議做出調整。此外，羊宮妃那提到配音現場充滿戲劇性：有時她會不經意地多說一些臺詞，而監督認為「燈可能會這樣說」，最終採用了這些即興發揮:58。
羊宮妃那自称，她在演唱高松燈的歌曲時，總是努力飾演這個角色，並在家中的鏡子前反覆練習。她感覺自己與角色已經密不可分，成為她內心的一部分。羊宮妃那還提到，在錄製手遊《BanG Dream! 》劇情的配音時，她感受到燈的成長不僅體現在故事中，也反映在她的唱歌方式和歌詞里。因此，在錄製歌曲時，她不斷調整演唱方式。例如，在旋律處理上，她會考慮到「如果成長得太多會顯得太帥氣，因此要在保留吶喊的同時，展現出成長的部分」這樣的平衡。柿本廣大還提到，在TV動畫第7集錄製碧天伴走時，羊宮妃那的演唱表現出細膩的情感變化。最初聲音顯得壓抑，隨後情緒高漲到失控，與分鏡結合後取得了很好的效果:89。
柿本廣大表示，在設計燈的筆記本時，製作組參考了許多作詞人的詩集，以及上面的塗鴉和文字，並將這些元素融入到燈獨有的風格中。羊宮妃那稱她平時也會將每天的想法記錄在筆記本上，與燈的做法意外地相似:57。在TV動畫第4集中，燈有一句台詞「是我的錯……CRYCHIC才會解散的……」，羊宮妃那原本以為這是燈沮喪時的台詞，但在收到指導時被告知「請以任性的感覺演出」，才驚訝地發現燈當時是在鬧彆扭。柿本廣大指出，TV動畫第3集以燈的視角展開是有意為之的，初期表現「燈的濾鏡」非常重要，因為MyGO!!!!!樂隊的濾鏡一旦被取下，一切不安定因素就將暴露出來。編劇綾奈由仁子提到，為了創作TV動畫第3集的第一人稱視角，她參考了電影。由於是第一人稱視角，臺詞旁大多標註「OFF」（指看不見角色嘴巴的狀態），但完全不展現角色也很奇怪，因此偶爾會讓燈的臉在鏡子中映出。
2022年4月，官方宣布启动新乐队MyGO!!!!!，高松灯为其中的主唱。2023年4月的演唱会上，官方确认高松灯的饰演者与配音者为羊宫妃那，同时将参演TV动画《BanG Dream! It's MyGO!!!!!》。同年9月，手机游戏在日本地区新增该角色，并设有相关剧情。
羊宮妃那表示，在為《BanG Dream! Ave Mujica》第7集配音時，她並沒有特別用力去演，而是像往常一樣先和導演溝通了燈的心理狀態。這一集的特別之處在於她被允許即興發揮，其中一個台詞原本只出現一次「CRYCHIC」，但因為說到一半不小心卡住重複了兩次，導演認為這樣反而更真實，便保留了這個版本。在演唱部分，她特別注重細節的表現。對於想要成為人類之歌II，由於這首歌凝聚了燈的全部心意，但樂隊配合還不熟練，她在演唱時必須邊聽成員演奏邊摸索，同時要兼顧表現出青澀感和情感的濃度，還要壓抑住想哭的衝動。相比之下，在演唱春日影時則是完全釋放情感，她精心控制每個氣口來表現情緒爆發的分寸。因為這首歌是CRYCHIC的經典曲目，燈已經很熟悉，所以能夠更從容地表達情感。她提到一開唱就情緒決堤哭了出來，而且因為這是CRYCHIC的畢業演出，導演還特別指導她要如何表現燈內心放下了多少、還有哪些心結未解開等細節。在錄製方式上，她提到第7集的想要成為人類之歌II和春日影都是在配音間同步收錄的，這與一般在錄音棚單獨錄製動畫插曲的方式不同。這種特殊的錄製方式主要用於需要表現演唱不夠完美的場景，比如練習或情緒激動的時候。

## 作品中表現

### 人物設定
高松燈是羽丘女子學園高一學生，亦是天文部唯一社員，擔任MyGO!!!!!的主唱。她雖自認唱功不佳，但仍不斷努力，經常在筆記本上創作歌詞。燈热衷于收集心仪的物品，包括石頭、OK繃、樹葉等:7。她個性略顯悲觀，感情細膩，擁有獨特的內心世界，時常自述「感受着孤獨」，對人際關係極為敏感，擔心自己的言行會帶來負面影響。由於她極度內向且不善與人交流，因此被同學們稱為「羽丘的怪女生」。她的姓氏「高松」來自東京都豐島區的町名「高松」。

### 角色故事
燈從小就感覺自己與周圍環境格格不入。幼兒園時期，她有收集小物品的習慣，甚至將西瓜蟲當作禮物送給朋友。初中時，她在天橋上探身試圖接住欄杆外飄落的花朵，豐川祥子卻誤以為她要輕生，上前撲倒後擦傷膝蓋。燈將祥子帶回家包紮傷口，二人因此相識。祥子意外發現了燈的筆記本，錯把其中的文字當作歌詞，並用鋼琴即興演唱，隨後邀請燈組建樂團。燈答應後，在祥子的引見下認識了若葉睦、長崎爽世和椎名立希，五人組成了樂團CRYCHIC，並創作了第一首歌曲春日影。然而，燈因性格孤僻，在練習時難以開口歌唱，最終在隊友的幫助下克服困難，錄製了完美的春日影。CRYCHIC的首次公演雖獲成功，但網絡上的負面評論讓燈陷入自我懷疑。隨後，祥子宣布退出CRYCHIC，導致樂團解散。燈將此歸咎於自己，深受打擊。
升入高中後某天，燈的垃圾袋絆倒千早愛音，燈為她處理傷口並展示了自己的歌詞筆記本，愛音因此邀請她組建樂團，但遭拒絕。后在愛音的鼓勵下，她們與原CRYCHIC成員爽世、立希及新成員要樂奈重新組成了樂團。樂團在排練中逐漸磨合，燈也在首次live中克服緊張，演唱了碧天伴走、春日影，卻意外讓觀眾席中的祥子和臺上的爽世情緒崩潰。隨後，燈得知爽世答應「一輩子組樂團」只是為了復活CRYCHIC而撒的謊，深受打擊，愛音也退出樂團，樂團隨即解散。燈一度表示不想組樂團，但在天文館受到三角初華的開導後受到啟發，決定獨自在live上念詩，最終讓全員回歸樂團，並以一曲詩超絆表達心聲，達成「想要擁有能為之哭泣的事物」的願望。樂團重歸於好後，燈在三天內寫出兩首新曲，並在live中大獲成功，正式將樂團命名為「MyGO!!!!!」。
自從燈遞出的歌詞本被祥子拒絕後，她就不時往祥子的鞋櫃裡貼便利貼，但始終未得到回應。Ave Mujica樂團成員的身份揭露後，燈才得知祥子組建了這個新樂團。Ave Mujica解散後，燈回想起祥子拒絕她時所說的「祝你幸福」，開始思考「幸福」的意義，並向祥子的鞋櫃貼上「小祥，你幸福嗎？」的便簽。祥子回覆「不要再來了」後摔櫃門離開，燈正好撞見，試圖追趕祥子卻摔跤，最終在愛音的幫助下追至豐川家。灯邀请祥子重组乐队，但遭拒绝。灯随后得知了睦糟糕的精神状况，祥子则自责「把睦变成了人偶」。受此启发，灯创作了新版想要成为人类之歌的歌词。CRYCHIC成员间的隔阂消除后，灯与其他成员共同演奏了她的这首歌以及春日影。

## 反響與評價

### 角色設計
動畫新聞網評論員克里斯多福·法里斯（Christopher Farris）認為，高松燈是《BanG Dream! It's MyGO!!!!!》的核心人物。雖然這部動畫採用群像劇的敘事方式，稱她為「主角」或許不太準確，但她無疑是樂團運轉的中心。燈極為真誠、坦率，對自我毫不掩飾，這一點充分體現在她的歌詞與表演中。她的歌詞最初只是她試圖解開自己無法像他人那樣感受世界的困惑的呢喃。憑藉這種「原始、直白的情感表露」，她的角色形象在《BanG Dream!》系列眾多平面人物中脫穎而出。Real Sound評論員「2號」表示，高松燈擁有透過詩意的方式表達這種痛苦的天賦。她的歌聲極具震撼力，能夠觸動人心，使人產生共鳴，彷彿她所唱出的便是聽眾內心深處的詩篇。
法里斯表示，高松燈的角色設計體現了創作者的「用心與尊重」。自閉症是其一大特徵，她從小便感受到與世界格格不入，始終是個孤獨的少女。燈的收集癖好反映了她與過去及現在的樂團成員互動時的心理障礙，即「無法輕易放手」。但她並未被周圍同齡人欺負或排斥；然而，她依舊因為無法理解他人而掙扎於孤立感之中。另外，動畫新聞網評論員理查德·艾森貝斯（Richard Eisenbeis）表示，燈極度抗拒變化。這解釋了為何樂團的解散對她造成如此沉重的打擊，也說明了她為何只有在獲得「終生承諾」的情況下，才願意再次加入樂團。
在人物關係的設計上，艾森貝斯表示，燈渴望擁有能無條件地包容理解她的朋友；然而，千早愛音相比交友，更關注維持自己的外部形象。這種差異使得兩人之間的互動極具張力，也成為故事中極具吸引力的動態關係之一。法里斯認為，愛音的輕浮、爽世的控制欲看似負面，實則在無形中推動了燈，讓她能在舞台上展現自我。「2號」評論道，燈的固執特質（在關鍵時刻的堅定意志）既拯救了愛音和其他角色，也讓他們感到困擾。愛音幫助她擺脫焦慮和自責，兩人像拼圖般完美契合，其互動催生許多動容場景。

### 劇情塑造
動畫新聞網評論員史蒂夫·瓊斯（Steve Jones）指出，TV動畫《BanG Dream! It's MyGO!!!!!》運用3DCG技術來強調燈視角中的不尋常鏡頭，增強了故事的沉浸感。他對這種聰明且富有野心的敘事方式給予極高評價。法里斯認為，這部動畫在視覺表現上遠超前作，尤其在肢體語言和面部表情的細緻呈現上。高松燈緊張的肢體語言在她的表演中極為重要，甚至在動畫的開場主題曲編排中也有所體現。此外，他高度讚揚燈的聲優羊宮妃那，認為她以極具魅力且充滿活力的方式詮釋了燈獨特的聲線範圍。
瓊斯和法里斯指出，在TV動畫第3集中，製作組前衛地以第一人稱視角呈現高松燈在建立人際聯繫時的掙扎，用細膩的筆觸刻畫了自閉症患者的苦痛和迷茫。瓊斯表示，這一大膽而富有實驗性的敘事轉變，確立了作品獨特的風格，即聚焦於角色們在衝突中形成的誤會和壁壘，以及他們試圖打破隔閡、與他人建立聯繫的努力。瓊斯稱讚這種敘事方式讓作品呈現出更深刻的情感層次，遠超預期。
對於TV動畫第7集的現場演出碧天伴走，法里斯指出，這場表演完美展現了高松燈的成長與情感爆發，是最能代表《BanG Dream!》未來音樂風格的演出。在這一集中，樂團首次正式亮相，燈起初因社交恐懼，聲音含糊不清，令現場氣氛略顯尷尬；然而，當她瞥見曾失去的東西時，內心的情感瞬間被觸動，隨即爆發出尖叫，釋放出長久以來的壓抑情緒。隨著她情緒的激烈轉變，樂團演出也迅速攀升至高潮，動畫在情感表達上達到了極致。儘管從技術層面來看，愛音的吉他伴奏略顯生澀，燈的演唱更接近吼叫而非傳統歌唱，但正是這種原始且毫不矯飾的表現，讓整場表演充滿了獨特魅力。
法里斯表示，TV動畫第10集中，樂團透過即興演唱凝聚在一起，而燈則在舞台上以簡單的音樂伴奏朗誦詩句，這種純粹的表現方式極具感染力。Febri評論員大久保和認為，在TV動畫第11集中，製作組透過高松燈的臺詞傳遞出動畫的核心訊息：「我因為害怕受傷，才一直想要玩樂團。但是……想要一生都不受傷是不可能的。即使傷痕累累……渾身泥濘……也必須不斷掙扎……即便如此，我還是想和大家一起永遠玩樂團。不管跌倒多少次，不管迷失多少次……」。大久保和則表示，燈經歷了無數波折，她的這番話帶有強烈的現實感與說服力，傳達出了一種微小卻深刻的希望——即使在人生中迷失方向，只要繼續前進，總能抵達某個目的地。

### 角色人氣
自TV動畫《BanG Dream! It's MyGO!!!!!》播出以來，高松燈在劇中一直執着與大家一起「一輩子」玩樂團的臺詞也成為網路迷因，粉絲間还出現「一輩子警察」的衍生迷因。聯合新聞網編輯希洛評論道，高松燈心思纖細但發言卻十分沉重，始终希望與他人「組一輩子樂團」，使得「一輩子」這一關鍵詞極具記憶點。雅虎新聞編輯MrSun表示，「一輩子」雖然只有簡單的3個字，但充滿重量，適合用來表達對某事物的長期執着。
2024年底，桃園市Xpark水族館為剛出生的國王企鵝寶寶舉辦了網路取名投票活動。由於動畫《BanG Dream! It's MyGO!!!!!》中的角色高松燈曾在劇中造訪水族館觀賞企鵝，因此命名活動吸引了該部動畫粉絲的關注與參與，最終高松燈的暱稱「Tomorin」於12月10日在票選活動中獲得最高票，成為企鵝寶寶的新名字。此消息也成為動畫聲優們在廣播節目「MyGO!!!!!的『迷子集會』」中的熱門話題，飾演高松燈、要樂奈、長崎爽世的聲優羊宮妃那、青木陽菜、小日向美香均表示希望前往台灣一睹企鵝寶寶「Tomorin」的風采。
日本服飾品牌GEKIROCK CLOTHING推出了以燈為主題的聯動外套、運動衫、连帽衫、T恤等。日本平台ABAL還在2024年8月17、18日於石川縣舉辦了以高松燈的詩歌朗誦為主題的延展實境演唱會。

## 外部連結
- YouTube上的（日語）
- YouTube上的（日語）